# オープン・ザ・お笑いゲート王座
オープン・ザ・お笑いゲート王座は、DRAGONGATEが管理、認定している王座。

## 歴史
2007年5月4日、"ハリウッド"ストーカー市川がロサンゼルス遠征の際、PWGのコミッショナーからチャンピオンベルトが贈呈されて市川を初代王者に認定という話だったが、実際はDRAGONGATEがチャンピオンベルトを制作してPWGのコミッショナーに贈呈を依頼していた。
試合の勝ち負けでは王座が移動することはなく、お客さんの拍手の量によって勝ち負けが決まるがプレゼントや強奪などでの王座の移動もある。

## 歴代王者
| 歴代   | チャンピオン               | 戴冠回数 | 防衛回数 | 日付           | 場所                                       |
| ------ | -------------------------- | -------- | -------- | -------------- | ------------------------------------------ |
| 初代   | "ハリウッド"ストーカー市川 | 1        | 7        | 2007年5月4日   | カリフォルニア州ロサンゼルス               |
| 第2代  | CIMA                       | 1        | 0        | 2007年10月8日  | ツインメッセ静岡                           |
| 第3代  | ジャクソン・フロリダ       | 1        | 2        | 2007年10月17日 | SITE-KOBE                                  |
| 第4代  | 望月成晃                   | 1        | 0        | 2008年1月19日  | 名古屋テレピアホール                       |
| 第5代  | ジャクソン・フロリダ       | 2        | 5        | 2008年2月2日   | うきは市吉井体育センター                   |
| 第6代  | ジョンソン・フロリダ       | 1        | 0        | 2008年7月11日  | 新木場1stRING                              |
| 第7代  | ICHIKAWA                   | 2        | 0        | 2008年7月21日  | 熊本興南会館                               |
| 第8代  | ジャクソン・フロリダ       | 3        | 4        | 2008年8月16日  | 富山テクノホール                           |
| 第9代  | "ハリウッド"ストーカー市川 | 3        | 0        | 2009年3月16日  | 熊本興南会館                               |
| 第10代 | 玉岡金太                   | 1        | 0        | 2009年3月20日  | 神戸サンボーホール                         |
| 第11代 | "ハリウッド"ストーカー市川 | 4        | 0        | 2009年3月29日  | 福井市体育館                               |
| 第12代 | アンソニー・W・森          | 1        | 1        | 2009年4月4日   | 名古屋テレピアホール                       |
| 第13代 | 菊タロー                   | 1        | 3        | 2009年5月15日  | 後楽園ホール                               |
| 第14代 | ドン・フジイ               | 1        | 1        | 2011年4月10日  | メッセウイング・みえ                       |
| 第15代 | "ハリウッド"ストーカー市川 | 5        | 2        | 2011年8月21日  | 博多スターレーン                           |
| 第16代 | リッチ・スワン             | 1        | 0        | 2011年11月5日  | 岐阜商工会議場                             |
| 第17代 | 新井健一郎                 | 1        | 1        | 2012年8月2日   | 後楽園ホール                               |
| 第18代 | 菊タロー                   | 2        | 2        | 2012年12月20日 | 後楽園ホール                               |
| 第19代 | 斎藤"ジミー"了             | 1        | 7        | 2013年3月7日   | 後楽園ホール                               |
| 第20代 | ジミー・神田               | 1        | 1        | 2014年11月23日 | 諸富ハートフル                             |
| 第21代 | ヨースケ♡サンタマリア      | 1        | 2        | 2015年2月4日   | ふれあいキューブ                           |
| 第22代 | 戸澤陽                     | 1        | 1        | 2015年3月29日  | 諸富ハートフル                             |
| 第23代 | Mr.中川                    | 1        | 2        | 2015年11月14日 | 行橋市民体育館                             |
| 第24代 | 吉野正人                   | 1        | 0        | 2015年11月23日 | 倉敷山陽ハイツ                             |
| 第25代 | CIMA                       | 2        | 0        | 2016年4月10日  | メッセウイング・みえ                       |
| 第26代 | "ハリウッド"ストーカー市川 | 6        | 0        | 2016年4月10日  | メッセウイング・みえ                       |
| 第27代 | 望月成晃                   | 2        | 0        | 2016年7月16日  | 岐阜市文化産業交流センターじゅうろくプラザ |
| 第28代 | "ハリウッド"ストーカー市川 | 7        | 1        | 2016年7月16日  | 岐阜市文化産業交流センターじゅうろくプラザ |
| 第29代 | CIMA                       | 3        | 0        | 2017年11月19日 | 延岡市民体育館                             |
| 第30代 | 斎藤了                     | 2        | 1        | 2017年11月26日 | 仙台卸商センター産業見本館サンフェスタ     |
| 第31代 | 鷹木信悟                   | 1        | 0        | 2018年3月6日   | 後楽園ホール                               |
| 第32代 | 菊タロー                   | 3        | 0        | 2023年7月8日   | 新宿FACE                                   |
| 第33代 | ランジェリー武藤           | 1        | 2        | 2023年10月5日  | 新宿FACE                                   |
| 第34代 | 吉田隆司                   | 1        | 1        | 2024年1月16日  | 後楽園ホール                               |
| 第35代 | くいしんぼう仮面           | 1        |          | 2025年3月1日   | エディオンアリーナ大阪第2競技場            |

## 主な記録
- 最多戴冠回数：7回 - "ハリウッド"ストーカー市川（ICHIKAWAを含む）（初代・7・9・11・15・26・28代）
- 最多連続防衛回数：7回 - "ハリウッド"ストーカー市川（初代）、斎藤"ジミー"了（第19代）
- 最多通算防衛回数：11回 - ジャクソン・フロリダ

## チャンピオンベルトのデザイン
ベルト中央に「笑」の文字が刻まれており、マジックテープで着脱が可能で中に写真などが収納できるようになっている。

## 主な出来事
初代王者の"ハリウッド"ストーカー市川には救済処置として自動的に防衛が可能になる「泣きの10回券」が与えられていたが、半分ほど使ったところで菊タローに「泣きの10回券」が破られた。
- 他団体・フリー枠で戴冠した事が有るのは、菊タロー（アキバプロレス）、ランジェリー武藤（フリー）、くいしんぼう仮面（フリー）の3人である